# Померін (Аризона)
Померін (англ. Pomerene) — невключена територія в окрузі Кочіс, штат Аризона, США. 

## Демографія
У 2010 році на території мешкало приблизно 982 осіб (у 2000 році — 140 осіб). 
Чоловіків — 521 ;

Жінок — 462 .
Медіанний вік жителів: 47.4 років;
по Аризоні: 35.6 років;
Будинків та вілл: 433;
орендованих: 48.
Середній розмір домогосподарства: 2.5 осіб; по Аризоні: 2.7 осіб. 

### Доходи
Середній скоригований валовий дохід в 2004 році: $34,165;
по Аризоні: $50,097.
Середня заробітна плата: $32,945;
по Аризоні: $42,146.

### Расова / етнічна приналежність (перепис 2010)
Білих — 802.

 Афроамериканців — 3.

 Індіанців — 3.

 азіатів — 8.

 Корінних жителів Гавайських островів та інших островів Тихого океану — 4.

 Інші — 0.

 Відносять себе до 2-х або більше рас — 29.

 Латиноамериканців — 130.